# Bithynia majewskyi
Bithynia majewskyi е вид охлюв от семейство Bithyniidae.

## Разпространение и местообитание
Видът е разпространен в Хърватия.
Обитава крайбрежията на сладководни басейни и морета.